# Ronnie Edwards
Ronnie Lee Edwards, född 28 mars 2003, är en engelsk fotbollsspelare som spelar för Southampton.

## Karriär
Den 3 juli 2024 värvades Edwards av Southampton, där han skrev på ett fyraårskontrakt.

## Honours
Peterborough United
- EFL League One Andra plats: 2020/2021
- EFL Trophy: 2023/2024[2]

England U19
- U19-Europamästerskapet: 2022[3]

Individuellt
- Årets spelare i Peterborough United: 2021/2022[4]
- EFL Young Player of the Month: Januari 2024[5]
- Årets unga spelare i EFL League One: 2023/2024[6]